# Muldvarpen, der ville vide, hvem der havde lavet lort på dens hoved
Muldvarpen, der ville vide, hvem der havde lavet lort på dens hoved (ISBN 87-14-19585-2) er en tysk billedbog af skrevet af Werner Holzwarth og tegnet af Wolf Erlbruch, som blev udgivet på tysk i 1989 og siden er blevet en international børnebogsbestseller. Den danske oversættelse er lavet af Lotte Nyholm og udkom i 1991.
I 2002 blev bogen opført som børneteater til Edinburg Festival.

## Handling
Bogen handler om en muldvarp, som oplever at få en lort på sit hoved. Den fortørnede muldvarp begiver sig derfor på rundtur til alle gårdens dyr og sammenligner deres afføring med eksemplaret på dens eget hoved med det formål at finde synderen og gøre gengæld.